# Serge Blusson
Serge Robert Blusson (ur. 7 maja 1928 w Paryżu, zm. 14 marca 1994 w Creil) – francuski kolarz torowy i szosowy, mistrz olimpijski.

## Kariera
Największy sukces w karierze Serge Blusson osiągnął w 1948 roku, kiedy wspólnie z Charlesem Coste, Fernandem Decanalim i Pierre’em Adamem zdobył złoty medal w drużynowym wyścigu na dochodzenie podczas igrzysk olimpijskich w Londynie. Był to jedyny medal wywalczony przez Blussona na międzynarodowej imprezie tej rangi oraz jego jedyny start olimpijski. Startował również w wyścigach szosowych, zajmując między innymi pierwsze miejsce w wyścigu Paryż-Limoges oraz trzecie w Mediolan-San Remo w 1952 roku i Critérium International w 1957 roku. Nigdy nie zdobył medalu na szosowych ani torowych mistrzostwach świata.